# Arbeitsprozess (Arbeitssoziologie)
Mit Arbeitsprozess wird in der Arbeitssoziologie ein durch Kooperation der Arbeitnehmer und Arbeitsteilung in Gang gesetzter und sich wiederholender Produktionsprozess verstanden, der die Herstellung eines Produkts oder einer Dienstleistung zum Ziel hat.

## Allgemeines
Zum Arbeitsprozess gehört sowohl die soziale Beziehung der Arbeitnehmer untereinander als auch das zum Arbeitgeber aufgebaute Arbeitsverhältnis. Das Management muss dabei durch spezifische Regelungen (wie Arbeitsanweisungen/Dienstanweisungen) sicherstellen, dass die auf dem Arbeitsmarkt eingekaufte Arbeitskraft eine Arbeitsleistung erbringt, die den funktionalen und technischen Erfordernissen des jeweiligen betrieblichen Arbeitsprozesses entspricht, um einen möglichst effizienten Arbeitsprozess zu erreichen. Wird menschliche Arbeit aus dem Arbeitsprozess durch fortschreitende Automatisierung bis hin zu einem Automatisierungsgrad von 100 % verdrängt, spricht man von der technologischen Arbeitslosigkeit.

## Handwerklicher Arbeitsprozess
Im Arbeitsprozess der handwerklichen Produktionsweise bearbeitet der Handwerker entweder ganzheitlich oder arbeitsteilig in größeren Ablaufabschnitten ein Arbeitsobjekt (Werkstoffe wie Holz, Stein, Metall) mit manuell geführten Werkzeugen zu einem Endprodukt (z. B. Stuhl, Gefäß, Fahrrad). Dessen Endgestalt ist das Ergebnis handwerklicher Körperkraft, Erfahrung und Geschicklichkeit.

## Industrieller Arbeitsprozess
Der industrielle Arbeitsprozess beruht auf einer von Ingenieuren und Arbeitswissenschaftlern konzipierten Arbeitszerlegung in viele kleine Einzelverrichtungen, die von operativen Arbeitskräften sukzessive mit Hilfe von (Werkzeug- und Transfer-) Maschinen ausgeführt werden, mit dem Ziel der Erzeugung eines gemeinsamen Endprodukts. Eine extreme und inhumane Steigerung der Arbeitszerlegung sehen die Industriesoziologen Horst Kern und Michael Schumann in der „repetitiven Teilarbeit“, die insbesondere im Taylorismus und Fordismus weite Verbreitung fand.

## Arbeitsprozess im tertiären Sektor
Auch in den nicht-industriellen (Dienstleistungs-, Beratungs- und Service-) Sektoren werden Produkte in arbeitsteiligen Prozessen hergestellt (z. B. Speisen, Werbematerial, Finanzdienstleistungen).

## Arbeitsprozesstheorie
Als Begründer der Arbeitsprozesstheorie (englisch labor process theory) gilt Harry Braverman, der 1974 in der Tradition des Marxismus davon ausging, dass Managementstrategien insbesondere der Kontrolle des Personals und der Sicherung der Herrschaft dienen. Für ihn führe die zunehmende Trennung von körperlicher und geistiger Arbeit zur Degradierung menschlicher Arbeit und sei verantwortlich für die Dequalifizierung der Arbeiter. Er lässt dabei jedoch nicht nur die Marktentwicklung und die Marktregulierung außer Acht, sondern auch die Tatsache, dass der Arbeitgeber auf Verhandlungen mit den Arbeitnehmern und auf Kompromisse angewiesen ist. Im Mittelpunkt der Arbeitsprozesstheorie stehen Strategien, mit denen das Management versucht, die Kontrolle über den Arbeitsprozess zu gewinnen und zu behalten. Das bedeutet konkret, opportunistisches Verhalten der Arbeitnehmer zu verhindern und ein aus betrieblicher Sicht möglichst günstiges Verhältnis von Arbeitsentgelt und Arbeitsleistung zu erreichen; in den einschlägigen Studien erscheint der Arbeitsprozess dementsprechend als ein Kampf um Arbeitsbedingungen und den Anteil am Arbeitsertrag. Der Arbeitsertrag ist nach Silvio Gesell nicht das Produkt der Arbeit, sondern das eines Vertrages, also der erzielte Umsatzerlös von Gütern und Dienstleistungen.

## Arbeitsprozess im Marxismus
Die Theorien von Karl Marx verstehen unter dem gesellschaftlichen Arbeitsprozess entweder, dass Menschen zum Zwecke ihrer Lebenserhaltung durch Arbeit bestimmte Arbeitsverhältnisse eingehen, oder die Tatsache, dass unter den Bedingungen entwickelter Arbeitsteilung das Endprodukt eines Produktionsprozesses nicht mehr die Einzelleistung eines einzelnen Arbeiters, sondern die Leistung aller am Produktionsprozess Beteiligter ist. Für Marx war der Begriff des Arbeitsprozesses von zentraler Bedeutung in seiner Kapitalismuskritik; er verstand hierunter eine „zweckmäßige Tätigkeit zur Herstellung von Gebrauchswaren, Aneignung des Natürlichen [ Naturprodukte, d. Verf.] für menschliche Bedürfnisse“.

## Abgrenzung
Während die Arbeitssoziologie beim Arbeitsprozess den Schwerpunkt auf die Kooperation von Arbeitskräften und die Arbeitsteilung legt, ist der betriebswirtschaftliche Arbeitsprozess durch die Kombination von Produktionsfaktoren (Arbeitskräfte, Arbeits- und Betriebsmitteln) zum Zwecke der Produktion gekennzeichnet. 